# Bochang
Bochang (kinesiska: 博昌街道, 博昌) är en socken i Kina. Den ligger i provinsen Shandong, i den östra delen av landet, omkring 110 kilometer nordost om provinshuvudstaden Jinan. Antalet invånare är 55 458. Befolkningen består av 27 182 kvinnor och 28 276 män. Barn under 15 år utgör 16,0 %, vuxna 15-64 år 77 %, och äldre över 65 år 5,0 %.
Genomsnittlig årsnederbörd är 698 millimeter. Den regnigaste månaden är juli, med i genomsnitt 278 mm nederbörd, och den torraste är januari, med 7 mm nederbörd.